# Julijona Alšėniškė
Julijona Alšėniškė (in lituano Julijona Alšėniškė o Julijona Vytautienė; in polacco Julianna Holszańska; ... – 1448) è stata una nobildonna della famiglia degli Alšėniškis e seconda moglie del granduca di Lituania Vitoldo. I due non ebbero alcun figlio.

## Biografia
Si sa molto poco della vita di Uliana.
Il suo primo marito fu Ivan di Karačev e la cronaca tedesca di Giovanni di Posilge e lo storico polacco Jan Długosz affermano entrambi che Ivan fu assassinato per fare in modo che Uliana, diventata vedova, potesse sposare Vitoldo. Si trattava molto probabilmente di una donna di fede ortodossa che si convertì al cattolicesimo per sposare il granduca di Lituania.
Dopo la morte della sua prima moglie Anna il 31 luglio 1418, Vitoldo desiderava sposare Uliana, figlia di uno dei suoi più stretti alleati, ossia Jonas Alšėniškis. Tuttavia, Anna era sorella di Agrippina, la quale era moglie di Ivan e madre di Uliana. Ciò rendeva Vitoldo lo zio di Uliana: Piotr Krakowczyk, vescovo di Vilnius, a causa del rapporto di consanguineità tra i due non ancora coniugi, non si dichiarò disponibile a celebrare la cerimonia senza una dispensa papale; tuttavia, Jan Kropidło, arcivescovo di Gniezno, non si fece tali scrupoli e li sposò ugualmente il 13 novembre 1418. Papa Martino V autorizzò le nozze con un provvedimento ad hoc.
Nonostante il matrimonio fu tutt'altro che burrascoso, i due non ebbero figli. Vitoldo si spense nell'ottobre del 1430, mentre Uliana morì nel 1448.
Secondo lo storico Ignas Jonynas, tutto ciò che accadde a Uliana dopo il 1430 è avvolto dal mistero.